# Elizabeth Mirzaei
Elizabeth Mirzaei (* 20. Jahrhundert) ist eine US-amerikanische Dokumentarfilmerin.
Mirzaei ging 2007 als Freiwillige nach Kabul, um hier als Ausbilderin am Aina Photojournalism Institute zu wirken. Hier traf sie Gulistan Mirzaei, ihren späteren Ehemann. Gemeinsam wandten sie sich der Produktion und Inszenierung von Dokumentationen zu, u. a. für Al Jazeera English und die BBC. Mirzaei ist ferner als Kamerafrau tätig, so für What Tomorrow Brings und The Killing of Farkhunda und ihre eigenen Inszenierungen. Ihr erster Langfilm war Laila at the Bridge aus dem Jahr 2018, der international vielfach ausgezeichnet wurde.
Sie lebte rund zehn Jahre in Afghanistan. Sie und ihre Familie planten 2021, in das Land für eine weitere Reise zurückzukehren, wurden aber durch den Rückzug der US-amerikanischen Streitkräfte daran gehindert.
Mirzaei ist Mitglied der Organisation Film Fatales und der Alliance of Women Directors. Ferner war sie Fellow des Moving Picture Institutes, wo sie am Workshop für Kameraarbeit teilnahm und u. a. von Nancy Schreiber ausgebildet wurde.
Für den 2021 entstandenen, gemeinsamen Film Drei Lieder für Benazir wurden Mirzaei und ihr Mann bei der Oscarverleihung 2022 für einen Oscar in der Kategorie Bester Dokumentar-Kurzfilm nominiert. Die Weltpremiere fand 2021 auf dem Full Frame Documentary Film Festival statt.
Im Jahr 2022 wurden ihr Ehemann und sie in die Academy of Motion Picture Arts and Sciences (AMPAS) berufen, die alljährlich die Oscars vergibt.
Mirzaei und ihr Mann gründeten mit Mirzaei Films ihre eigene Produktionsfirma. Den beiden geht es darum, einen Einblick in das Afghanistan zu gewähren, der sich aus der indigenen Perspektive mit dem Land beschäftigt. Die beiden haben zwei Töchter. Ihr Leben pendelte zwischen Kalifornien und Afghanistan.

## Filmografie (Auswahl)
- 2013: Stranded in Kabul
- 2014: Farewell Kabul
- 2016: For Sardar: The Afghan Journalist
- 2018: Laila at the Bridge
- 2021: Drei Lieder für Benazir (Three Songs for Benazir)